# Брилинський Йосиф
Йосиф Брилинський (1 липня 1826, Ярослав, Перемиський округ, Королівство Галичини та Володимирії, Австрійська імперія — 10 вересня 1893, с. Жовтанці, Жовківський повіт, Королівство Галичини та Володимирії, Австро-Угорщина) — священник УГКЦ, громадський діяч, посол Райхсрату.

## Службова кар'єра
Закінчив семінарію в Перемишлі та теологічний факультет Львівського університету. Висвячений у священники і призначений адміністратором парафії Стронятин у 1851 році, з 1853 р. — в Колоденці, з 1855 р. — в Жовтанцях. У 1892–1893 рр. — декан Куликівського деканату.

## Політична кар'єра
З 1868 р. — член гмінної ради Жовтанців. У 1882–1893 рр. — член повітової ради Жовківського повіту. В 1886–1893 рр. — член окружної шкільної ради в Жовкві.
Посол Райхсрату Австро-Угорщини у 1891–1893 роках від 18 виборчого округу (громади Жовква, Великі Мости, Куликів, Сокаль, Белз, Рава Руська, Угнів, Немирів). В парламенті входив до Клубу Руського — молодоруська (українська) фракція, з квітня 1892 р. був віцепрезидентом Клубу Руського.

## Родина
Народився в сім'ї греко-католицького священика Антона Брилинського. В 1850 році одружився з Емілією Криницькою, мали двох синів і одну доньку. Його швагром був Лук'ян Криницький